# Museu nacional del cinema
El museu nacional del cinema (italià : Museo Nazionale del Cinema - Fondazione Maria Adriana Polo) és un museu dedicat a la història del cinema italià i internacional situat al centre històric de Torí, al Piemont. És el segon museu més freqüentat de Torí, bressol del cinema italià, i també el més gran consagrat al setè art a Europa.

## Història i descripció
L'actual Museu Nacional Italià del Cinema prové d'una col·lecció reunida per la historiadora Maria Adriana Prolo, que l'any 1941 va tenir la idea de fundar un museu italià dedicat exclusivament al cinema. A través de donacions d'empreses i institucions va poder comprar documents i objectes que van formar la primera col·lecció del Museu que van estar exposats en una de les sales de la Mole Antonelliana. Després de la seva mort, el 1992 es va crear la Fundació Maria Adriana Polo, que es va fer càrrec de la col·lecció. I l'any 2000 va inaugurar-se el Museu, que va ser ampliat i renovat amb tecnologia multimèdia i interactiva l'any 2006, coincidint amb la celebració a Torí dels Jocs Olímpics d'Hivern.
El seu espai museogràfic es desenvolupa sobre una superfície de 3.200 m² distribuïda en cinc pisos. Presenta aparells òptics pre-cinematogràfics (llanterna màgica), accessoris de cinema antics i moderns i peces provinents dels primers estudis de cinema. A la sala principal, construïda a la sala anomenada del tempio della Mole, una sèrie de nínxols és dedicada als diversos gèneres del cinema. El museu conserva importants col·leccions en constant augment: reagrupa (l'any 2006), 20.000 aparells, pintures i gravats, a més de 80.000 documents fotogràfics, 12.000 films, 26.000 volums i 300.000 cartells de tot el món. Una sala pròxima, a l'interior del cinema Massimo, és reservada exclusivament a les retrospectives i altres activitats del museu. El museu acull un dels principals festivals cinematogràfics d'Itàlia: el Festival de Cinema de Torí.
Des de l'atri i estirat en butaques, és possible de mirar films en dues pantalles gegants. Al centre del museu, un ascensor panoràmic, inaugurat l'any 1961 i renovat l'any 1999, amb una cabina de parets transparents, que efectua la seva cursa vertical en 59 segons, permet arribar d'una vegada a la plataforma panoràmica de la cúpula, a 85 m, des d'on es pot admirar el panorama de la ciutat.
L'any 2004, el crític de cinema Alberto Barbera assumeix la direcció del museu.
L'any 2018, el Museu va guanyar el primer Premi «Innovació Digital en els Bens i Activitats culturals» pel projecte «Digital Museum. La innovació digital com a estratègia de marca». Diverses tecnologies digitals permeten als visitants organitzar-se el seu recorregut personalitzat.

## Galeria

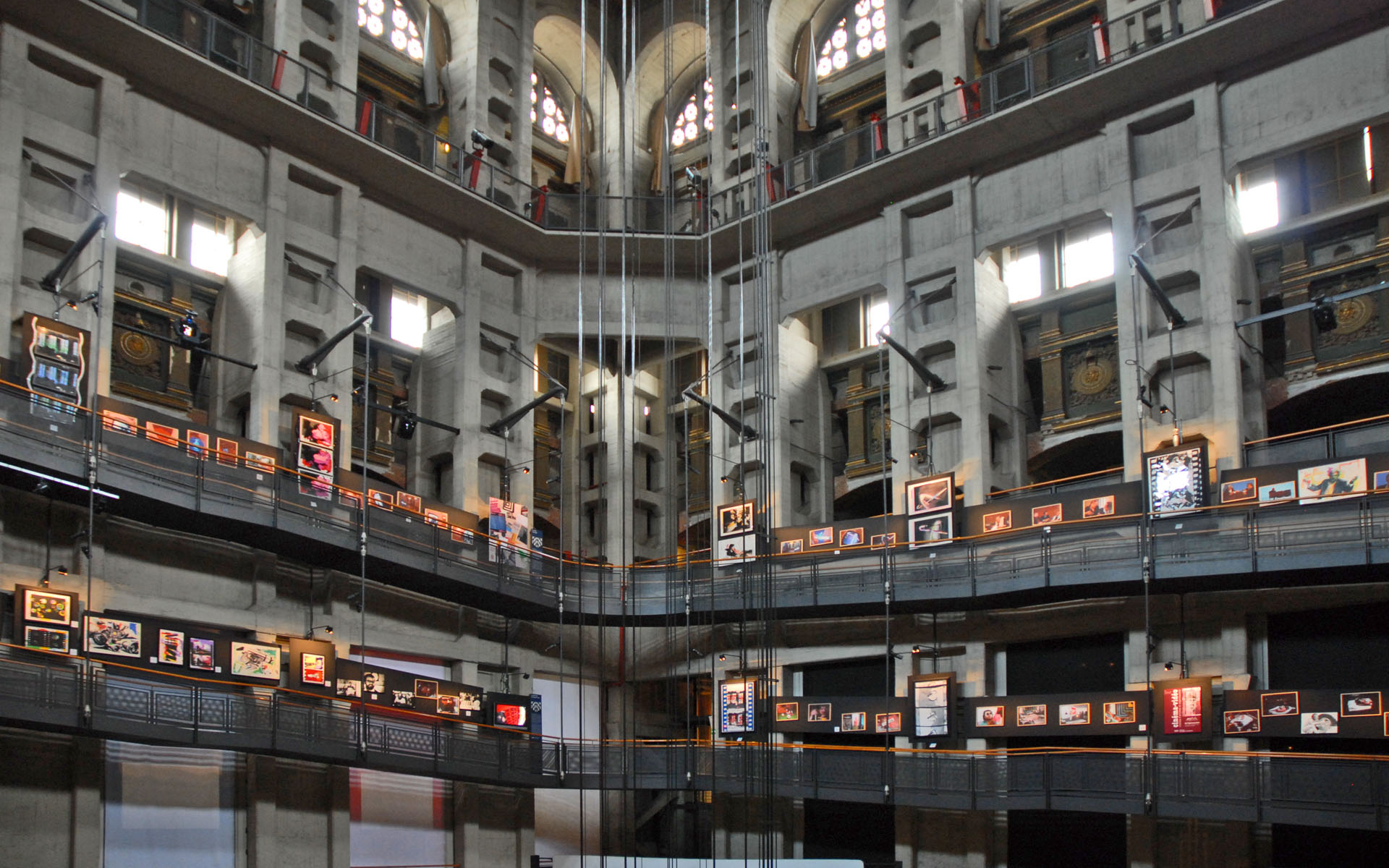
Interior del museu
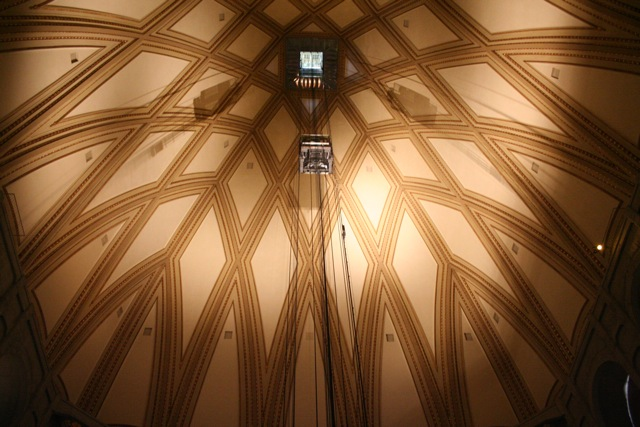
Ascensor panoràmic
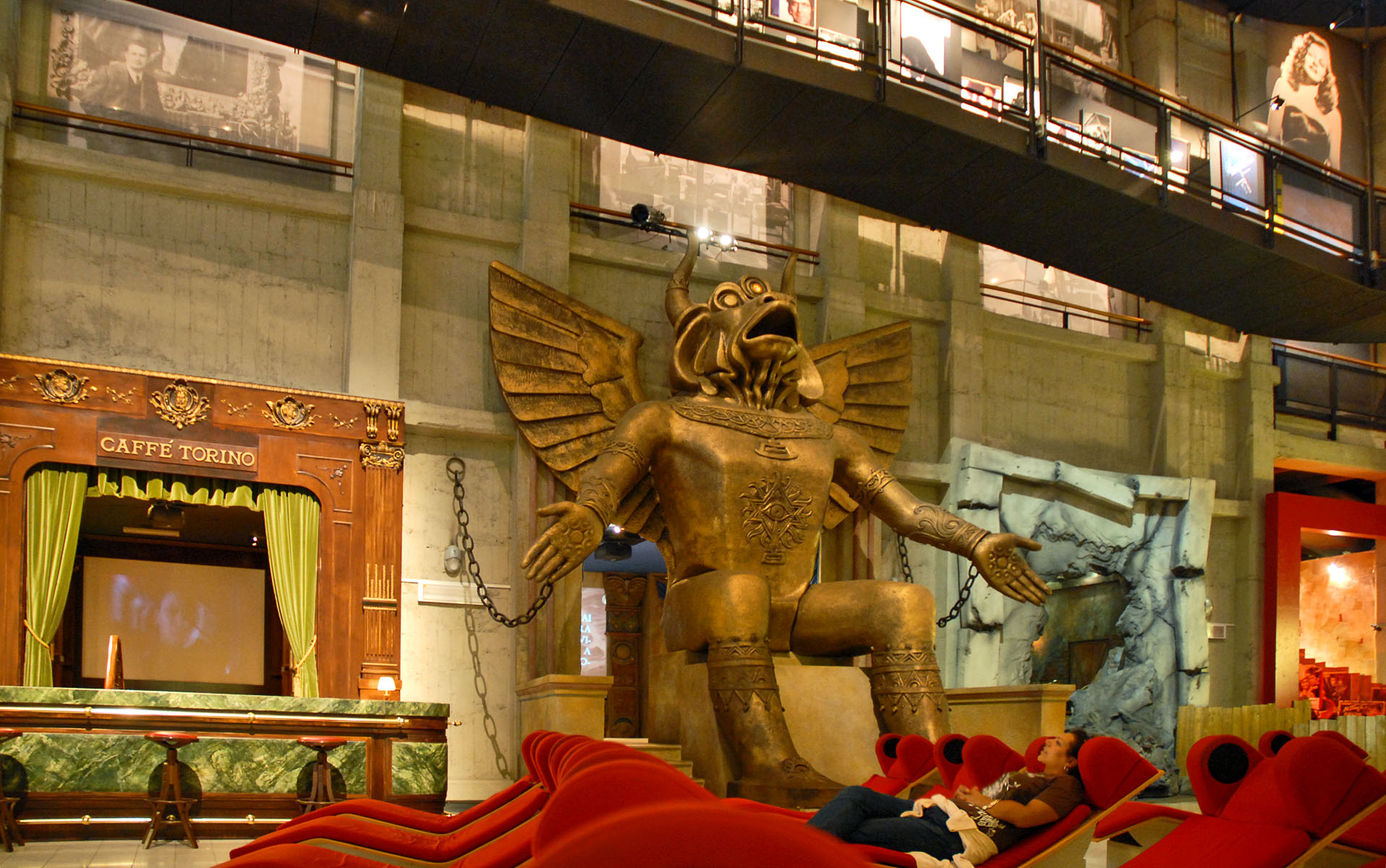
Decoració del film Cabiria.
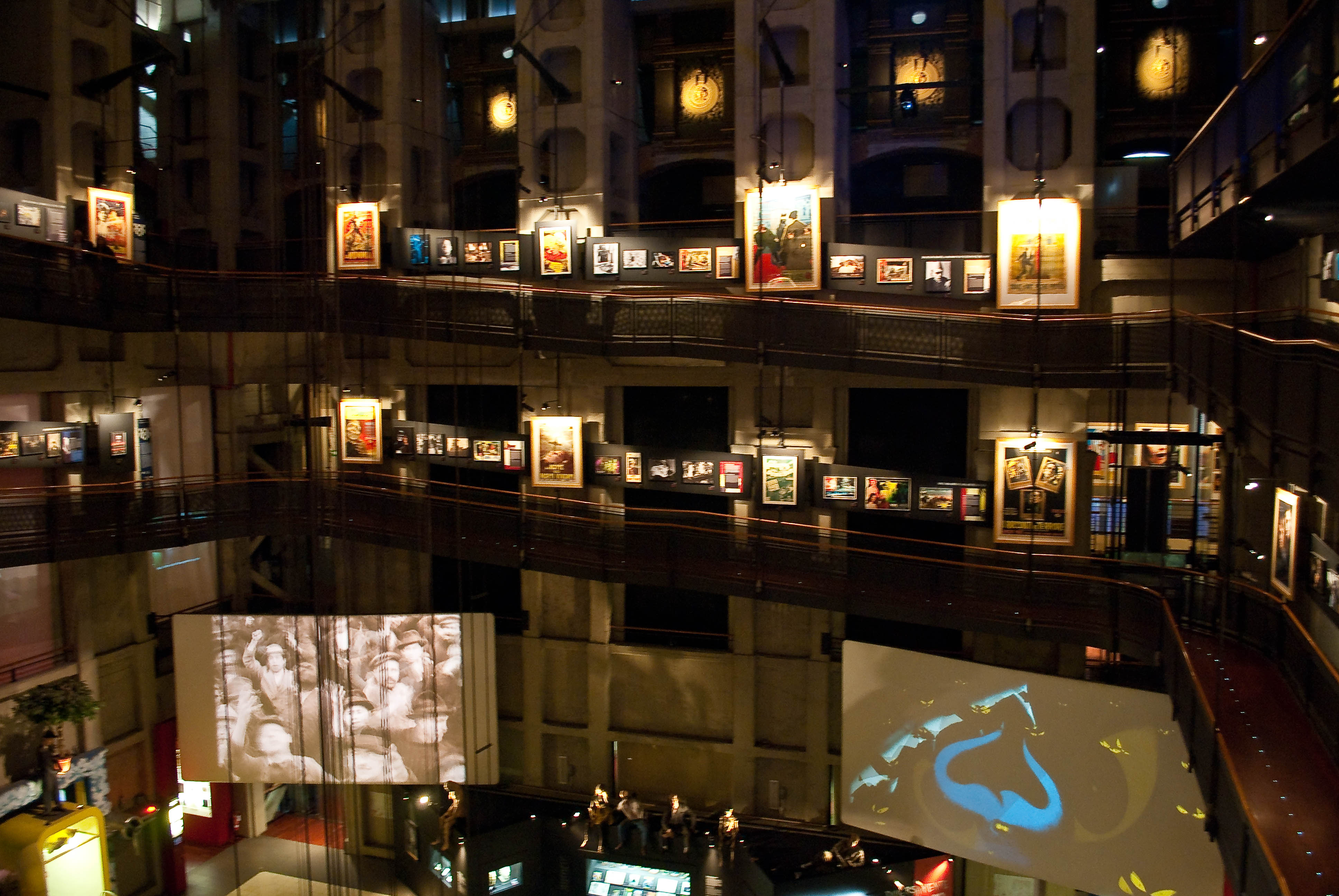
Rotonda
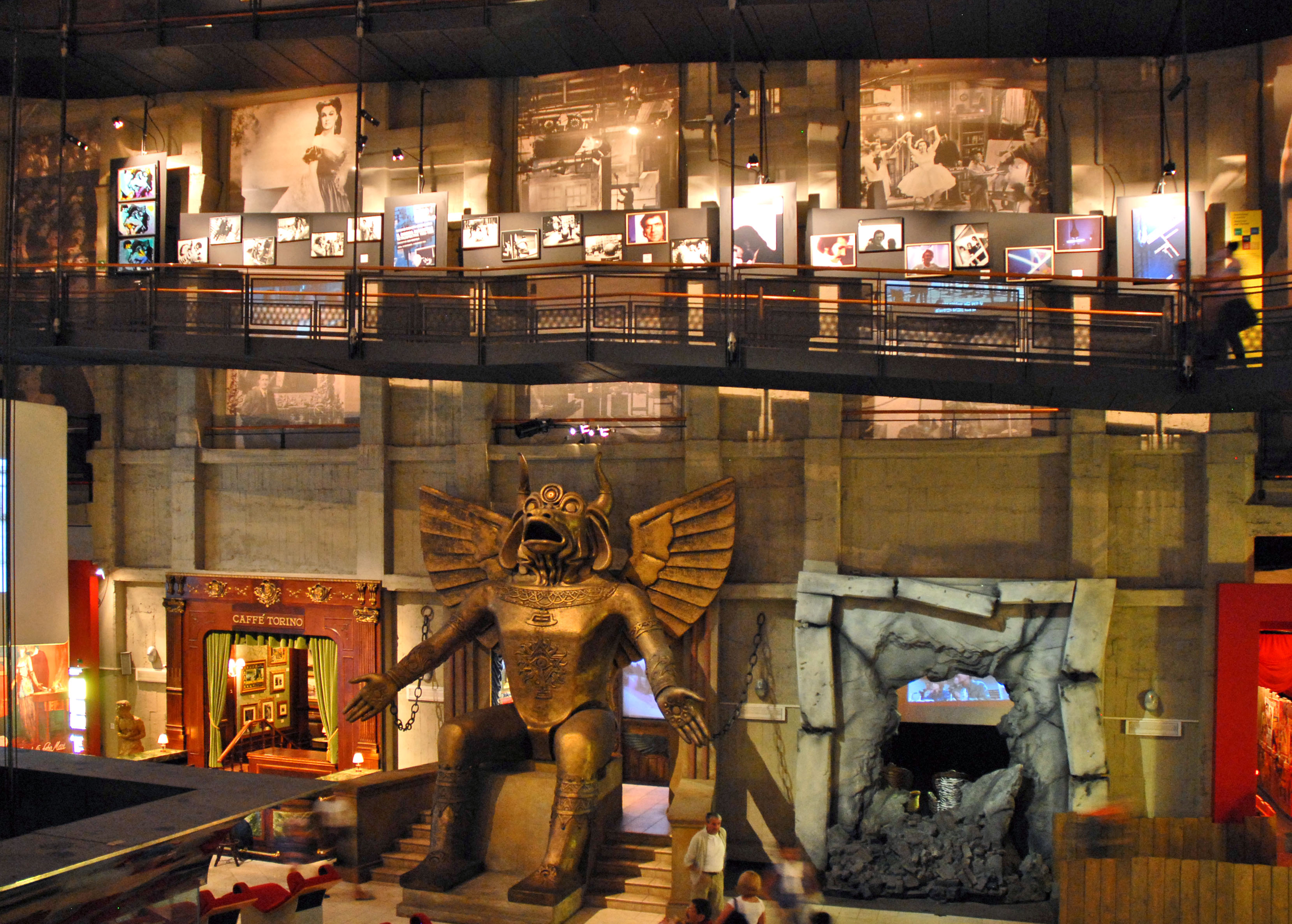
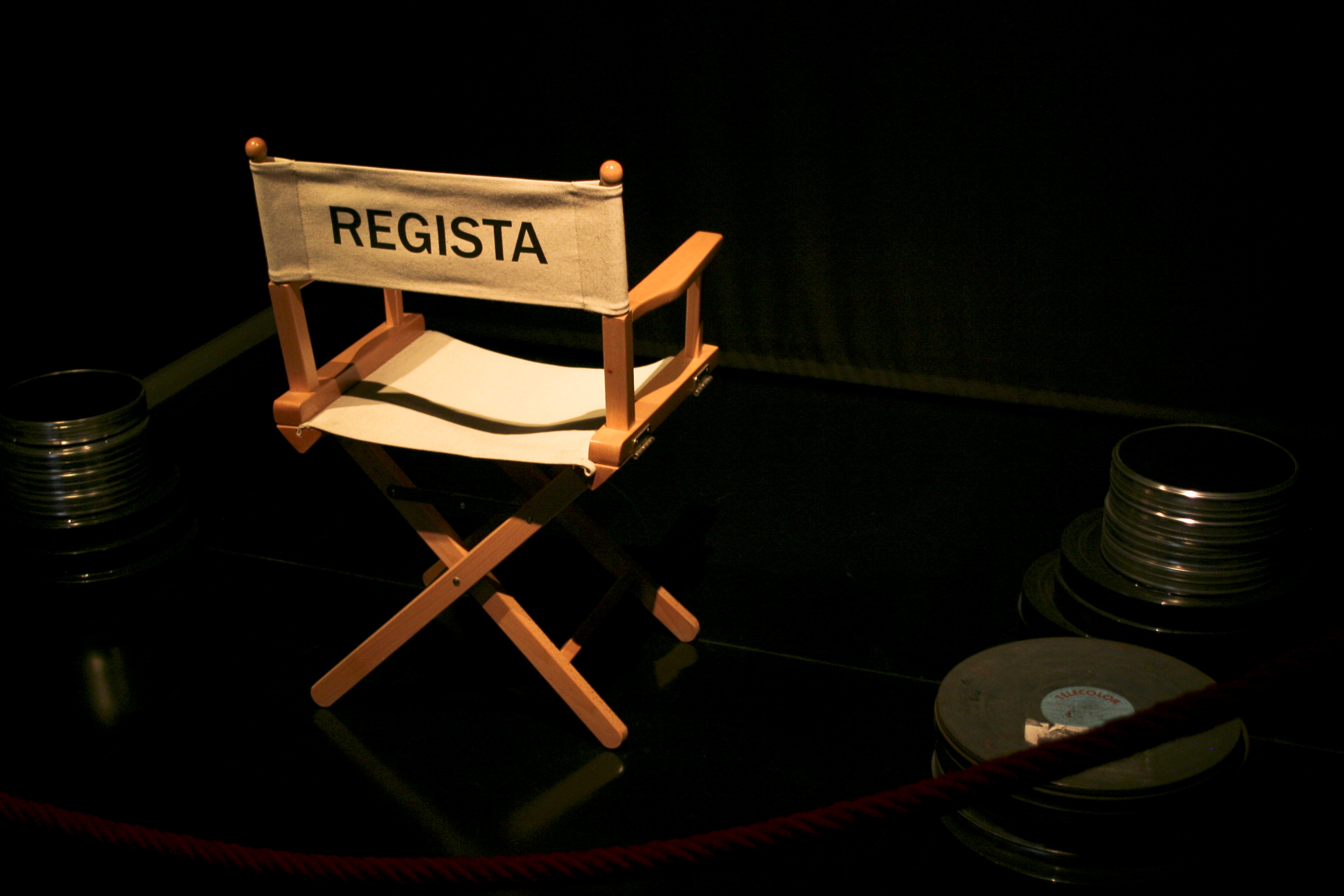
Cadira de Director
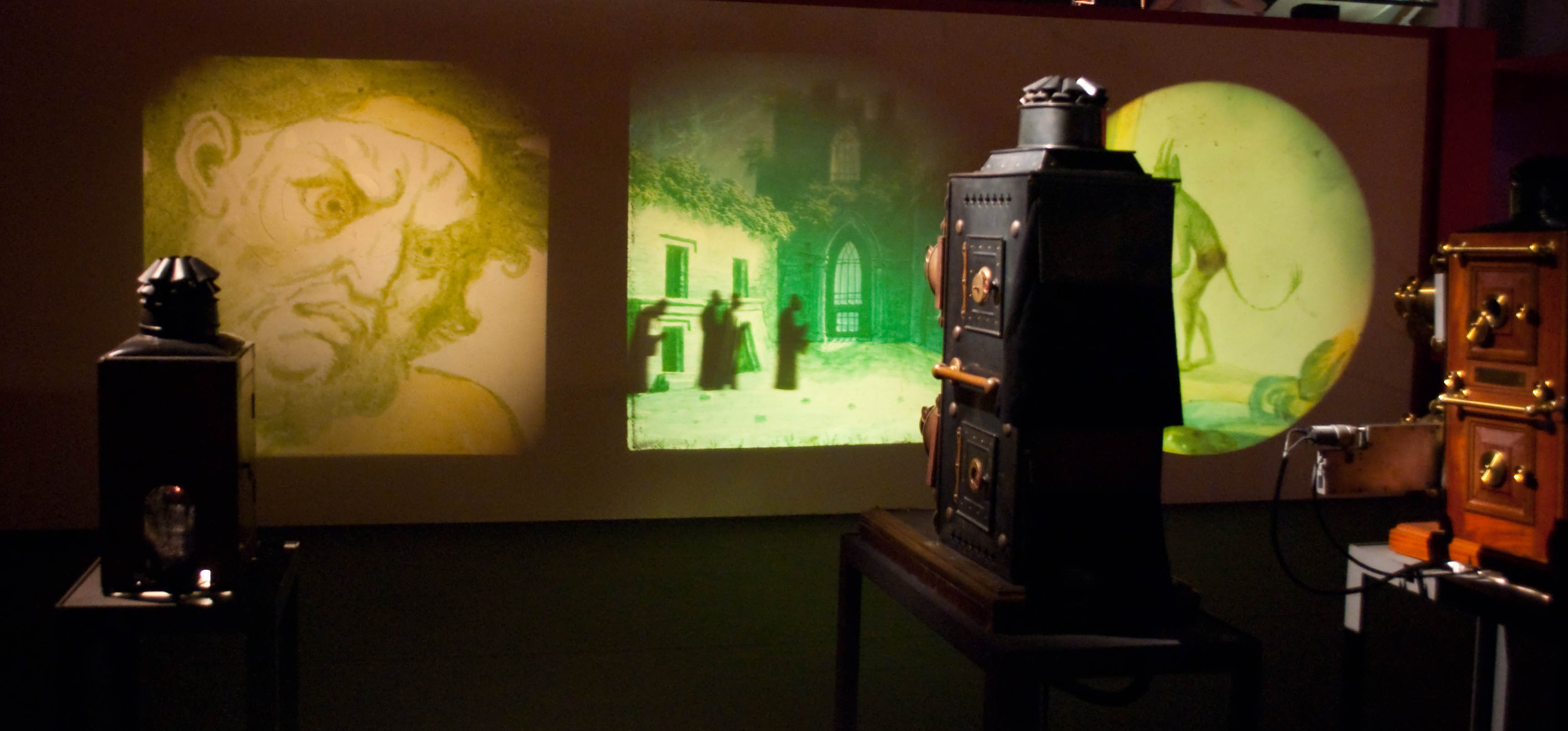
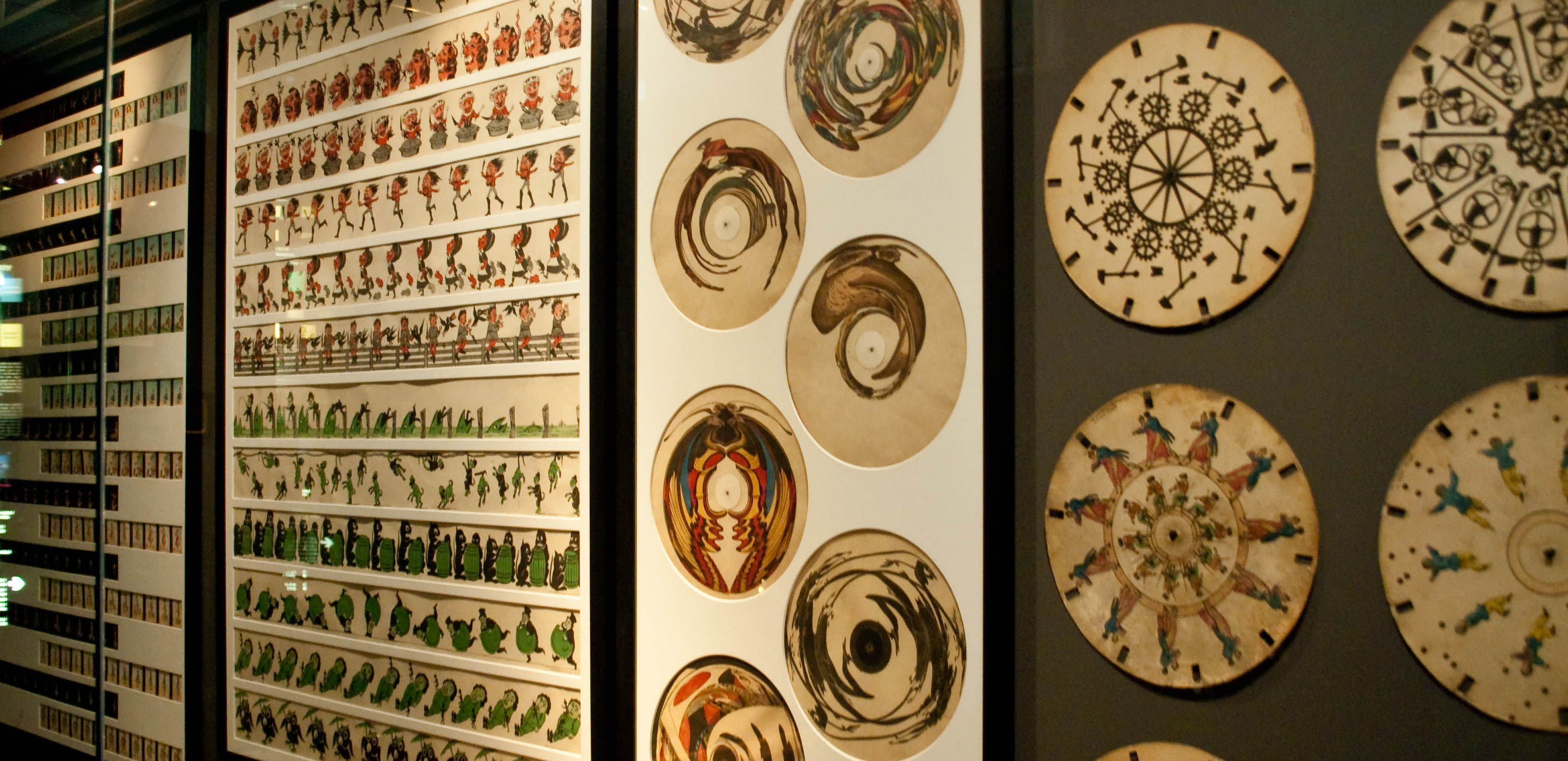
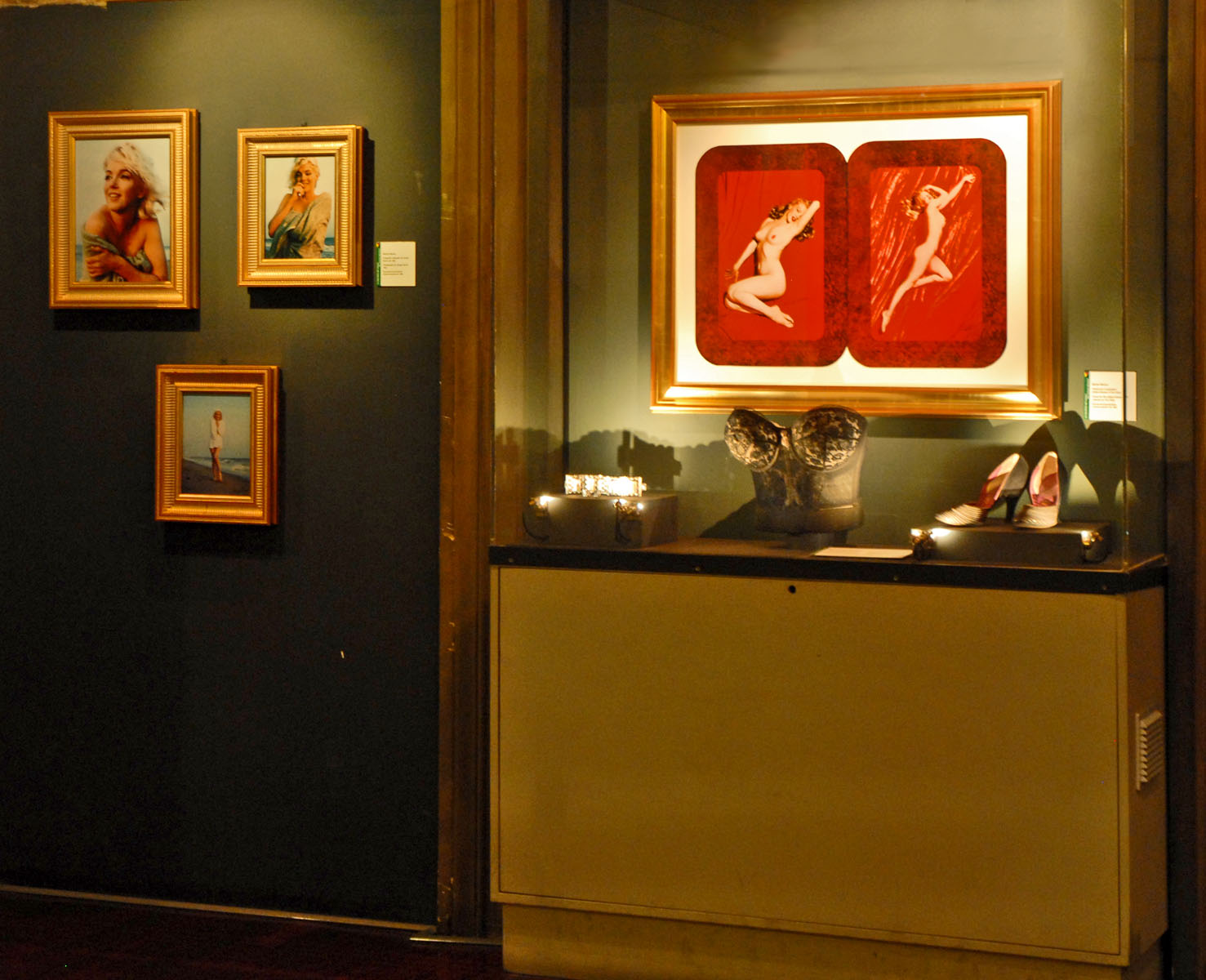
Fotos i objectes de Marilyn Monroe
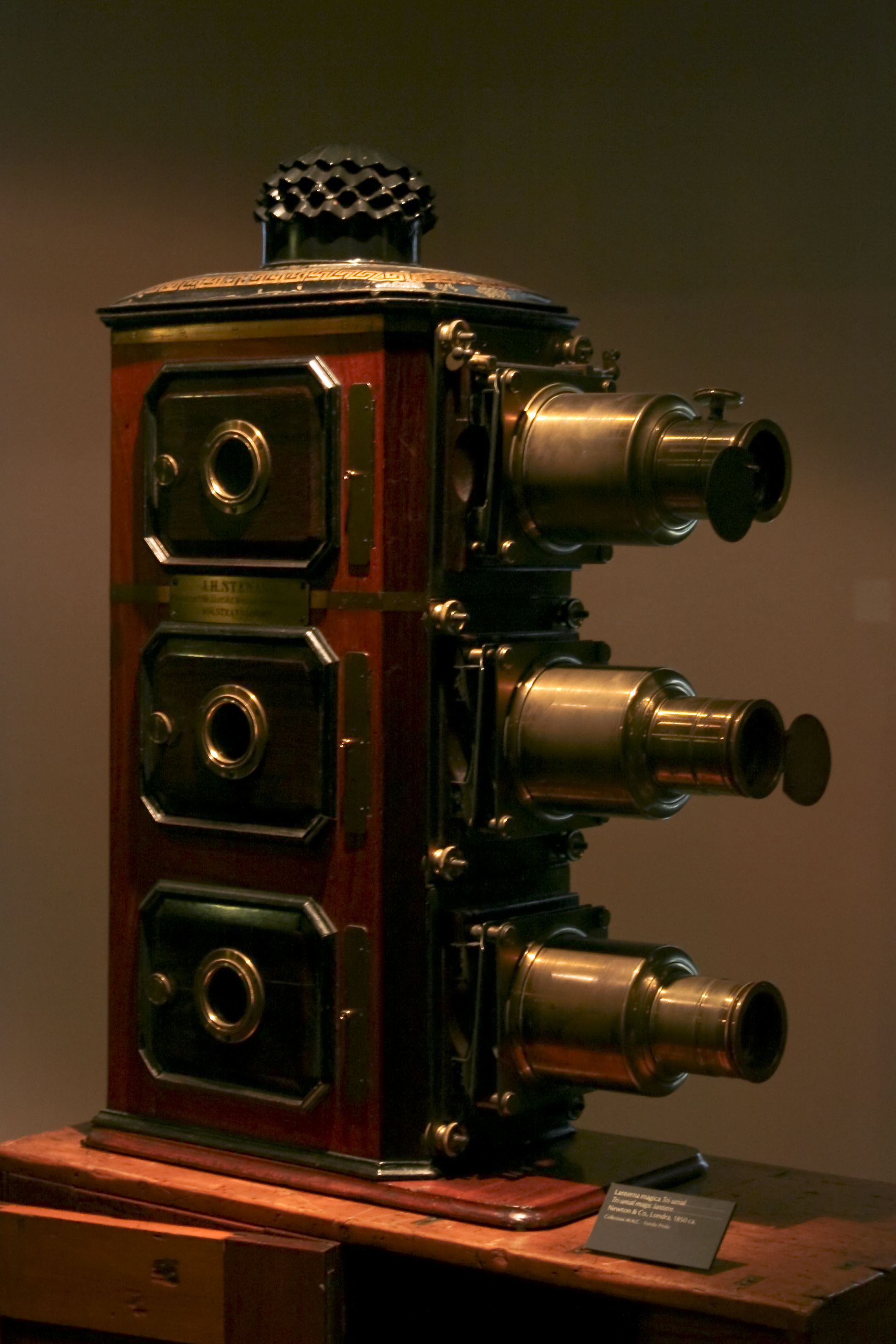
Llanterna màgica
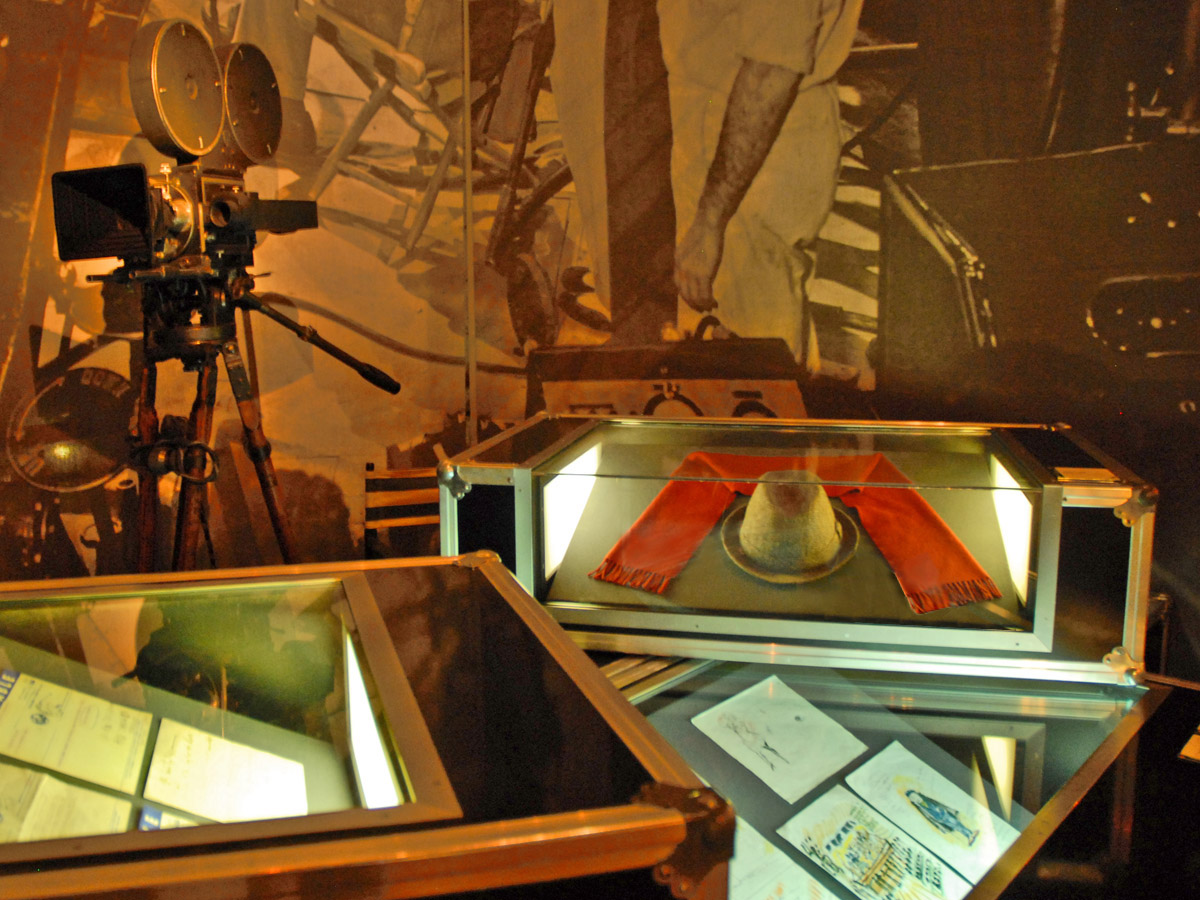
barret, esborranys i cartes de Federico Fellini
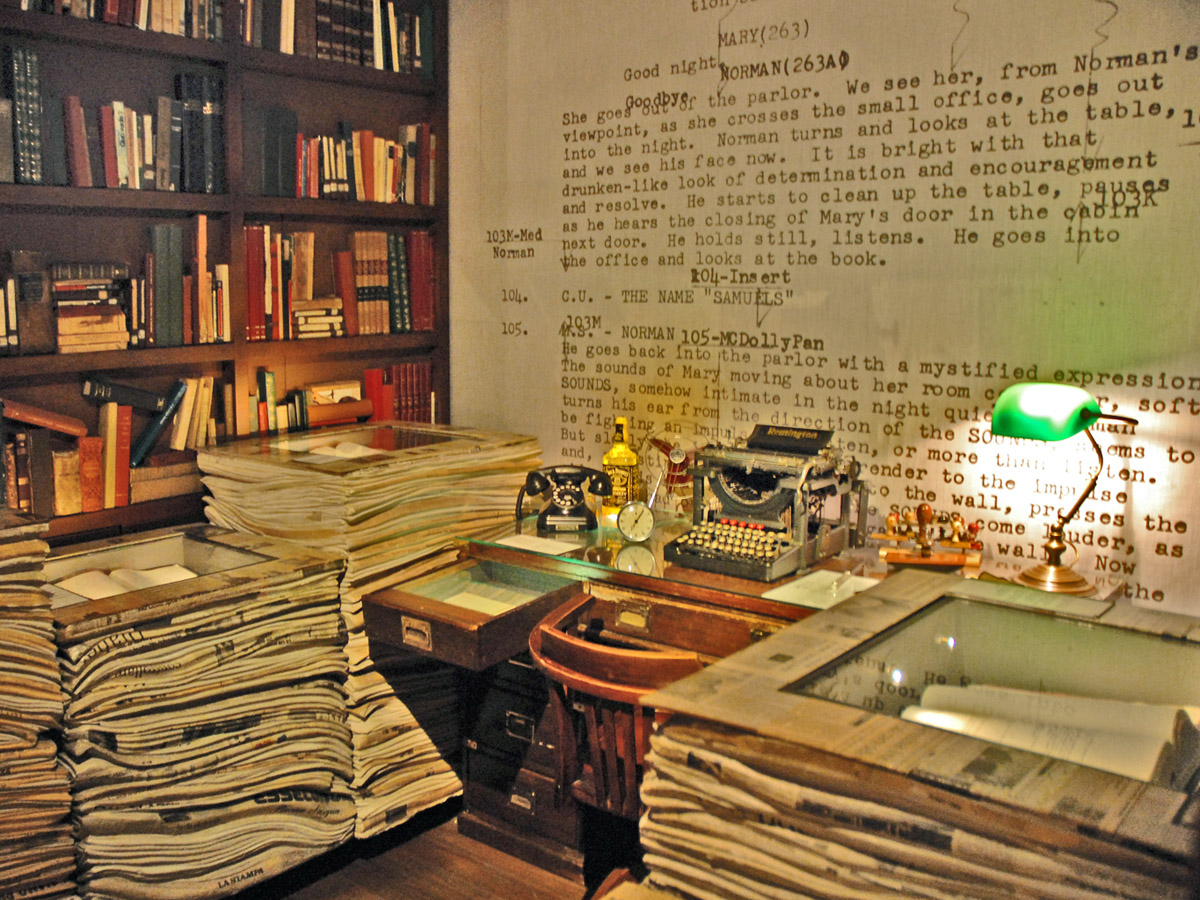
Espai en homenatge a Woody Allen
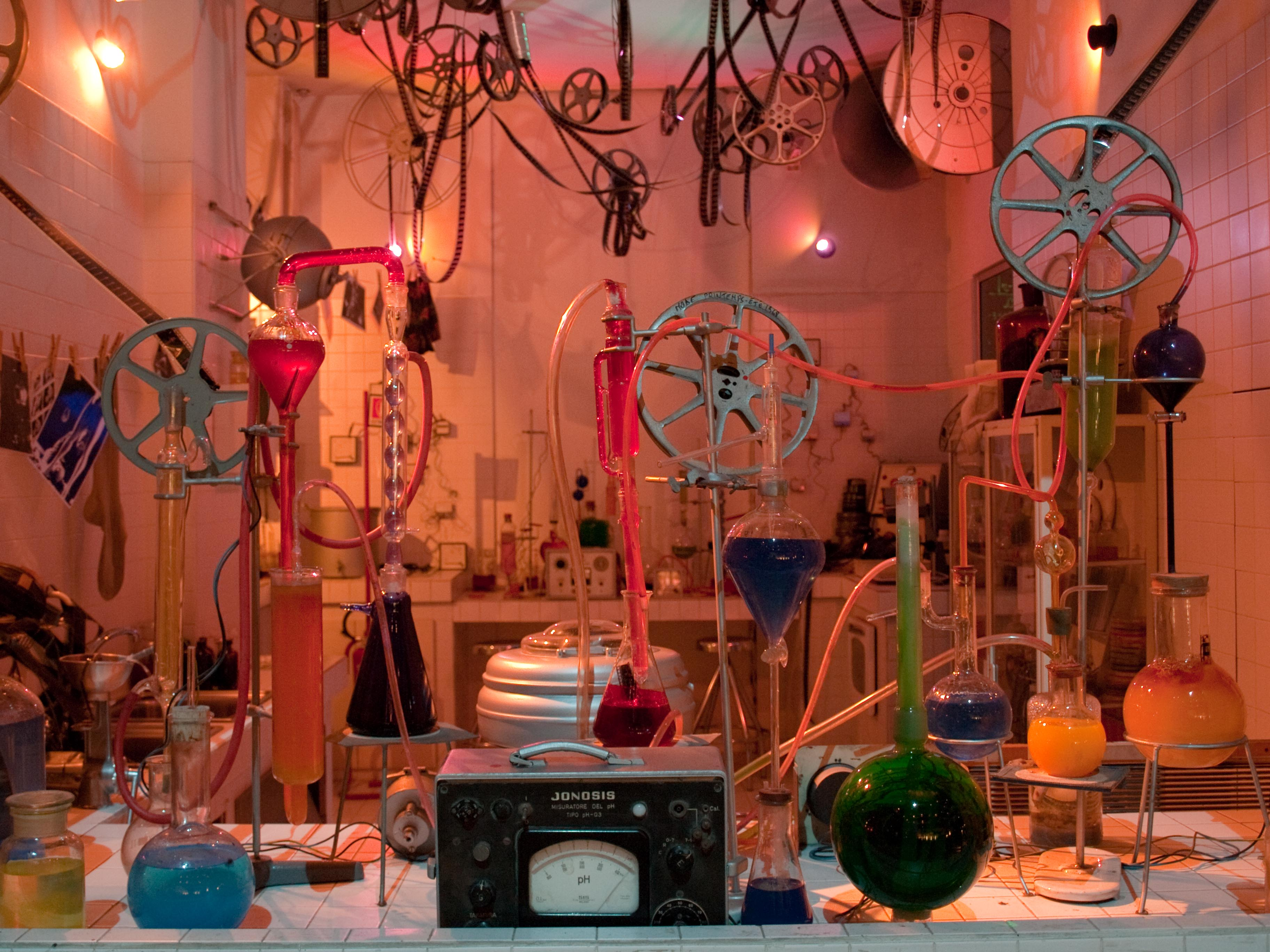
Llavi vermell